# Totus Tuus (nagroda)
Nagroda Totus Tuus – nagroda przyznawana corocznie w przeddzień Dnia Papieskiego przez Fundację „Dzieło Nowego Tysiąclecia” dla docenienia dorobku i skutecznego promowania osób oraz instytucji, których działalność w sposób wybitny przyczynia się do podkreślenia wartości człowieka.
Nagrody przyznawane są w czterech kategoriach:
- „Promocja człowieka, praca charytatywna i edukacyjno-wychowawcza”;
- „Osiągnięcia w dziedzinie kultury chrześcijańskiej”;
- „Propagowanie nauczania świętego Jana Pawła II”;
- „Totus Tuus medialny dla upamiętnienia bp. Jana Chrapka oraz jego roli w ukazywaniu osoby i nauczania Jana Pawła II w mediach”.

Laureatów spośród zgłoszonych kandydatów wybierają specjalnie powołane Kapituły Nagrody Totus. Oprócz srebrnej statuetki otrzymują oni nagrodę finansową w wysokości 50 tysięcy złotych. Nagrody Totus nazywane są często „katolickimi Noblami”. Nazwiska (nazwy) nagrodzonych ogłaszane są podczas gali w Zamku Królewskim w Warszawie.

## Dotychczasowi laureaci nagród Totus Tuus
2000
- „Promocja człowieka i praca charytatywno-wychowawcza”: prof. Andrzej Wojciechowski z Torunia oraz ks. Władysław Wanags z Gródka Podolskiego (dwie równorzędne nagrody);
- „Osiągnięcia w dziedzinie kultury chrześcijańskiej”: prof. Jerzy Nowosielski. Wyróżnienie specjalne w tej kategorii przyznano zespołowi „Arka Noego”.

2001
- „Promocja człowieka i praca charytatywno-wychowawcza”: dr. inż. Stanisław Jabłonka z Wrocławia oraz Centrum Młodzieży „U Siemachy” (dwie równorzędne nagrody);
- „Osiągnięcia w dziedzinie kultury chrześcijańskiej”: Maja Komorowska oraz ks. Jan Twardowski (dwie równorzędne nagrody). Wyróżnienie specjalne w tej kategorii przyznano Lwowskiemu Teatrowi Opery i Baletu;
- „Propagowanie nauczania Ojca Świętego Jana Pawła II”: konkurs „Pro Publico Bono”.

2002
- „Promocja człowieka i praca charytatywno-wychowawcza”: Joanna i Aleksander Płotniccy oraz Katolickie Stowarzyszenie Niepełnosprawnych Archidiecezji Warszawskiej (dwie równorzędne nagrody);
- „Osiągnięcia w dziedzinie kultury chrześcijańskiej”: Henryk Mikołaj Górecki oraz Zygmunt Kubiak (dwie równorzędne nagrody). Wyróżnienie specjalne w tej kategorii otrzymał Zamek Królewski w Warszawie;
- „Propagowanie nauczania Ojca Świętego Jana Pawła II”: Instytut Jana Pawła II Katolickiego Uniwersytetu Lubelskiego oraz Fundacja „Instytut Tertio Millennio” (dwie równorzędne nagrody);
- „Totus Tuus medialny” im. bpa Jana Chrapka": program „Ziarno” Redakcji Programów Katolickich TVP.

2003
- „Promocja człowieka i praca charytatywno-wychowawcza”: Siostra Małgorzata Chmielewska oraz Piotr Pawłowski (dwie równorzędne nagrody);
- „Osiągnięcia w dziedzinie kultury chrześcijańskiej”: Adam Bujak oraz Andrzej Bujnowski (dwie równorzędne nagrody);
- „Propagowanie nauczania Ojca Świętego Jana Pawła II”: Katolicka Agencja Informacyjna;
- „Totus Tuus medialny im. bpa Jana Chrapka”: zespół twórców filmu „Edi”.

2004
- „Promocja człowieka i praca charytatywno-wychowawcza”: Zofia Morawska oraz Stowarzyszenie Parafiada im. św. Józefa Kalasancjusza (dwie równorzędne nagrody). Wyróżnienie specjalne w tej kategorii otrzymała Sieć Katolickich Centrów Edukacji Młodzieży KANA;
- „Osiągnięcia w dziedzinie kultury chrześcijańskiej”: Władysław Bartoszewski. Wyróżnienie specjalne w tej kategorii przyznano Leszkowi Mądzikowi;
- „Propagowanie nauczania Ojca Świętego Jana Pawła II”: zespół redakcyjny albumu „Musicie być mocni”. Wyróżnienie specjalne w tej kategorii otrzymał Joseph Weiler;
- „Totus Tuus medialny im. bpa Jana Chrapka": tygodniki „Niedziela” i „Gość Niedzielny”.

2005
- „Promocja człowieka i praca charytatywno-wychowawcza”: Redakcja Mszy św. radiowej oraz Jan Jakub Wygnański (dwie równorzędne nagrody);
- „Osiągnięcia w dziedzinie kultury chrześcijańskiej”: Marek Piwowski. Wyróżnienie specjalne w tej kategorii otrzymało Muzeum Powstania Warszawskiego;
- „Propagowanie nauczania Ojca Świętego Jana Pawła II”: o. Jan Góra OP oraz „Tygodnik Powszechny” (dwie równorzędne nagrody);
- „Totus Tuus medialny” im. bpa Jana Chrapka": Kapituła postanowiła przyznać nagrodę wszystkim tym licznym ludziom mediów, którzy w pamiętnych dniach pierwszej połowy kwietnia br. – w okresie agonii Jana Pawła II, żałoby po jego śmierci i oczekiwania na wybór nowego papieża – tak pięknie i skutecznie służyli budowaniu wspólnoty Polaków wokół tego, co najważniejsze.

2006
- „Promocja człowieka i praca charytatywno-wychowawcza”: Towarzystwo Przyjaciół Chorych „Hospicjum św. Łazarza”. Wyróżnienie otrzymał ks. Władysław Duda;
- „Osiągnięcia w dziedzinie kultury chrześcijańskiej”: Marek Skwarnicki. Wyróżnienia otrzymali Centrum Kultury Katolickiej „Wiatrak” oraz Maciej Świeszewski;
- „Propagowanie nauczania Ojca Świętego Jana Pawła II”: Fundacja Świętego Mikołaja. Wyróżnienia otrzymali Klub Inteligencji Katolickiej w Warszawie oraz Ośrodek Duszpasterstwa Akademickiego JAMNA;
- „Totus Tuus medialny im. bpa Jana Chrapka”: polskie wydanie „L’Osservatore Romano”. Wyróżnienie otrzymał portal internetowy Wiara.pl

2007
- „Promocja człowieka i praca charytatywno-wychowawcza”: Instytut Studiów nad Rodziną Uniwersytetu Kardynała Stefana Wyszyńskiego w Warszawie;
- „Osiągnięcia w dziedzinie kultury chrześcijańskiej”: prof. Andrzej Zoll;
- „Promowanie nauczania Ojca Świętego Jana Pawła II”: Grzegorz Polak;
- „Totus Tuus medialny im. bpa Jana Chrapka”: portal Opoka.org.pl

2008
- „Promocja człowieka i praca charytatywno-wychowawcza”: s. Anna Bałchan ze Zgromadzenia ss. Maryi Niepokalanej;
- „Osiągnięcia w dziedzinie kultury chrześcijańskiej”: prof. med. Andrzej Szczeklik;
- „Promowanie nauczania Ojca Świętego Jana Pawła II”: dr Piotr Dardziński, dyrektor Centrum Myśli Jana Pawła II w Warszawie;
- „Totus Tuus medialny im. bpa Jana Chrapka”: Redakcja Programów Katolickich TVP.

2009
- „Promocja człowieka i praca charytatywno-wychowawcza”: Stowarzyszenie Pomocy Wzajemnej „Być razem” z Cieszyna;
- „Osiągnięcia w dziedzinie kultury chrześcijańskiej”: Krzysztof Kolberger;
- „Promowanie nauczania Ojca Świętego Jana Pawła II”: George Weigel;
- „Totus Tuus medialny im. bpa Jana Chrapka”: zespół twórców filmu „Popiełuszko. Wolność jest w nas”;
- „Specjalna, jubileuszowa nagroda Totus Tuus 2009”: Wojciech Kilar[2].

2010
- Osiągnięcia w dziedzinie kultury chrześcijańskiej: Magdalena Bajer;
- Promocja człowieka, praca charytatywna i edukacyjno-wychowawcza: Centrum Formacji Świętorodzinnej Misjonarzy Świętej Rodziny w Bąblinie;
- Propagowanie nauczania Ojca Świętego Jana Pawła II: Zespół redaktorów serii „Dzieła Zebrane Jana Pawła II” Wydawnictwa M;
- TOTUS medialny dla upamiętnienia Bp. Jana Chrapka oraz jego roli w ukazywaniu osoby i nauczania Jana Pawła II w mediach: Zespół redakcyjny programu „Familijna Jedynka” Polskiego Radia; wyróżnienia specjalne: Redakcja „Listu”, Redakcja „Małego Gościa Niedzielnego”.

2011
- „Promocja człowieka i praca charytatywno-wychowawcza”: ks. Andrzej Augustyński
- „Osiągnięcia w dziedzinie kultury chrześcijańskiej”: Michał Lorenc
- „Promowanie nauczania Ojca Świętego Jana Pawła II”: Wydawnictwo Biały Kruk
- „Totus Tuus medialny im. bpa Jana Chrapka”: zespół twórców filmu „Jan Paweł II. Szukałem Was...”.

2012
- „Promocja człowieka i praca charytatywno-wychowawcza”: ks. Andrzej Dziedziul MIC
- „Osiągnięcia w dziedzinie kultury chrześcijańskiej”: Barbara Wachowicz; wyróżnienie specjalne w tej kategorii : abp Alfons Nossol
- „Promowanie nauczania Ojca Świętego Jana Pawła II”: Jacek Moskwa
- „Totus Tuus medialny im. bpa Jana Chrapka”: Sekcja Polska Radia Watykańskiego

2013
- „Promocja człowieka i praca charytatywno-wychowawcza”: Towarzystwo Opieki nad Ociemniałymi. Ośrodek Szkolno-Wychowawczy dla Dzieci Niewidomych im. Róży Czackiej w Laskach.
- „Osiągnięcia w dziedzinie kultury chrześcijańskiej”: Zofia Posmysz-Piasecka
- „Promowanie nauczania Ojca Świętego Jana Pawła II”: ks. dr Robert Skrzypczak
- „Totus Tuus medialny im. bpa Jana Chrapka ”: Mały Gość Niedzielny
- „Totus Tuus specjalny”: Zespół Pieśni i Tańca „Śląsk”

2014
- „Promocja człowieka i praca charytatywno-wychowawcza”: prof. Zbigniew Chłap
- „Osiągnięcia w dziedzinie kultury chrześcijańskiej”: architekt Stanisław Niemczyk
- „Promowanie nauczania Ojca Świętego Jana Pawła II”: Rodzina Szkół im. Jana Pawła II
- „Totus Tuus medialny im. bpa Jana Chrapka”: zespół twórców Telewizji Polskiej i Polskiego Radia – przygotowującego i realizującego przekaz z uroczystości kanonizacyjnych Jana XXIII i Jana Pawła II

2015
- „Promocja człowieka i praca charytatywno-wychowawcza”: dr Helena Pyz
- „Osiągnięcia w dziedzinie kultury chrześcijańskiej”: Krzysztof Penderecki, wyróżnienie: Ernest Bryll
- „Promowanie nauczania Ojca Świętego Jana Pawła II”: Poczta Polska
- „Totus Tuus medialny im. bpa Jana Chrapka”: portal Deon.pl

2016
- „Promocja człowieka i praca charytatywno-wychowawcza”: Stowarzyszenie Dębickie Hospicjum Domowe im. Jana Pawła II
- „Osiągnięcia w dziedzinie kultury chrześcijańskiej”: Jan Budziaszek
- „Promowanie nauczania Ojca Świętego Jana Pawła II”: s. prof. Zofia Zdybicka
- „Totus Tuus medialny im. bp. Jana Chrapka”: redakcja tygodnika Idziemy
- „Totus Tuus specjalny”: Ernest Bryll
- „Totus Tuus okolicznościowy 2016”: Ośrodek Opiekuńczo-Rehabilitacyjny dla Dzieci i Młodzieży Niepełnosprawnej w Jadownikach Mokrych

2017
- „Promocja godności człowieka”: Jan Arczewski
- „Osiągnięcia w dziedzinie kultury chrześcijańskiej”: Jerzy Kalina
- „Propagowanie nauczania Świętego Jana Pawła II”: Progimnazjum im. Jana Pawła II w Wilnie
- „Totus Tuus medialny im. bpa Jana Chrapka”: redakcja Radia Plus
- „Totus Tuus specjalny”: twórcy muzycznej, choreograficznej i literackiej oprawy wydarzenia Światowych Dni Młodzieży 2016

2018
- „Promocja godności człowieka”: Stowarzyszenie „Hospicjum św. Kamila w Bielsku-Białej”
- „Osiągnięcia w dziedzinie kultury chrześcijańskiej”: Ryszard Peryt
- „Propagowanie nauczania Świętego Jana Pawła II”: o. prof. Jarosław Kupczak OP
- „Totus Tuus medialny im. bpa Jana Chrapka”: Katolicka Agencja Informacyjna
- „Totus Tuus specjalny”: Hanna Suchocka

2019
- „Promocja godności człowieka”: Charytatywne Stowarzyszenie Niesienia Pomocy Chorym „Misericordia” w Lublinie
- „Osiągnięcia w dziedzinie kultury chrześcijańskiej”: Piotr Pałka
- „Propagowanie nauczania Świętego Jana Pawła II”: Wydawnictwo Diecezji Tarnowskiej „Promyczek”
- „Totus Tuus medialny im. bpa Jana Chrapka”: Naczelna Redakcja Programów Katolickich Polskiego Radia
- „Totus Tuus specjalny”: ks. prof. Michał Heller

2020
- „Promocja godności człowieka”: siostry Dominikanki i ks. Piotr Dydo-Rożecki za heroiczną pomoc osobom z niepełnosprawnością intelektualną w DPS w Bochni w czasie szerzącej się pandemii koronawirusa
- „Osiągnięcia w dziedzinie kultury chrześcijańskiej”: Kazimierz Gustaw Zemła
- „Propagowanie nauczania Świętego Jana Pawła II”: Grzegorz Górny
- „Totus Tuus medialny im. bpa Jana Chrapka”: osoby świeckie i duchowne zaangażowane w tworzenie różnych form komunikacji wewnątrz-parafialnych podczas pandemii koronawirusa. W obliczu zagrożenia i konieczności izolacji kapłani i liderzy wspólnot parafialnych w krótkim czasie zorganizowali transmisje Mszy świętych i nabożeństw. W trybie online przeprowadzono również wiele rekolekcji, rozważań Pisma Świętego, spotkań grup modlitewnych itp.
- „Totus Tuus specjalny”: o. prof. Jacek Salij OP

2021
- „Promocja godności człowieka”: dr Katarzyna Jachimowicz
- „Osiągnięcia w dziedzinie kultury chrześcijańskiej”: Leszek Mądzik
- „Propagowanie nauczania Świętego Jana Pawła II”: Stanisław Grygiel
- „Totus Tuus medialny im. bpa Jana Chrapka”: wspólnota ewangelizacyjna „Mocni w Duchu”
- „Totus Tuus specjalny”: Carl A. Anderson – Najwyższy Rycerz Zakonu Rycerzy Kolumba

2022
- „Promocja godności człowieka”: Fundacja Gajusz
- „Osiągnięcia w dziedzinie kultury chrześcijańskiej”: Stanisław Leszczyński
- „Propagowanie nauczania Świętego Jana Pawła II”: inicjatywa krakowskiego środowiska akademickiego pn. Dni Jana Pawła II
- „Totus Tuus medialny im. bpa Jana Chrapka”: Przewodnik Katolicki
- „Totus Tuus specjalny”: ks. Leszek Kryża SChr

2023
- „Promocja godności człowieka”: dr Paweł Grabowski
- „Osiągnięcia w dziedzinie kultury chrześcijańskiej”: prof. Paweł Łukaszewski
- „Propagowanie nauczania Świętego Jana Pawła II”: ks. prof. Jarosław Merecki
- „Totus Tuus medialny im. bpa Jana Chrapka”: miesięcznik "W drodze"
- „Totus Tuus specjalny”: ks. prof. Jerzy Szymik

2024
- „Promocja godności człowieka”: Lubelskie Hospicjum dla Dzieci im. "Małego Księcia"
- „Osiągnięcia w dziedzinie kultury chrześcijańskiej”: Wojciech Wencel
- „Propagowanie nauczania Świętego Jana Pawła II”: ks. Andrzej Dobrzyński
- „Totus Tuus medialny im. bpa Jana Chrapka”: twórcy dokumentalnego filmu "Tętno"
- „Totus Tuus specjalny”: Związek Dużych Rodzin „Trzy Plus”